# Drežnik Brezovički
Drežnik Brezovički je naselje u sastavu Grada Zagreba. Nalazi se u gradskoj četvrti Brezovica.

## Stanovništvo
Prema popisu stanovništva iz 2001. godine, naselje je imalo 443 stanovnika te 138 obiteljskih kućanstava.

Prema popisu stanovništva 2011. naselje je imalo 656 stanovnika.
| broj stanovnika | 67    | 86    | 78    | 118   | 142   | 158   | 164   | 181   | 162   | 176   | 169   | 185   | 263   | 352   | 443   | 656   | 692   |
|                 | 1857. | 1869. | 1880. | 1890. | 1900. | 1910. | 1921. | 1931. | 1948. | 1953. | 1961. | 1971. | 1981. | 1991. | 2001. | 2011. | 2021. |